# Apeadeiro de Cerejo

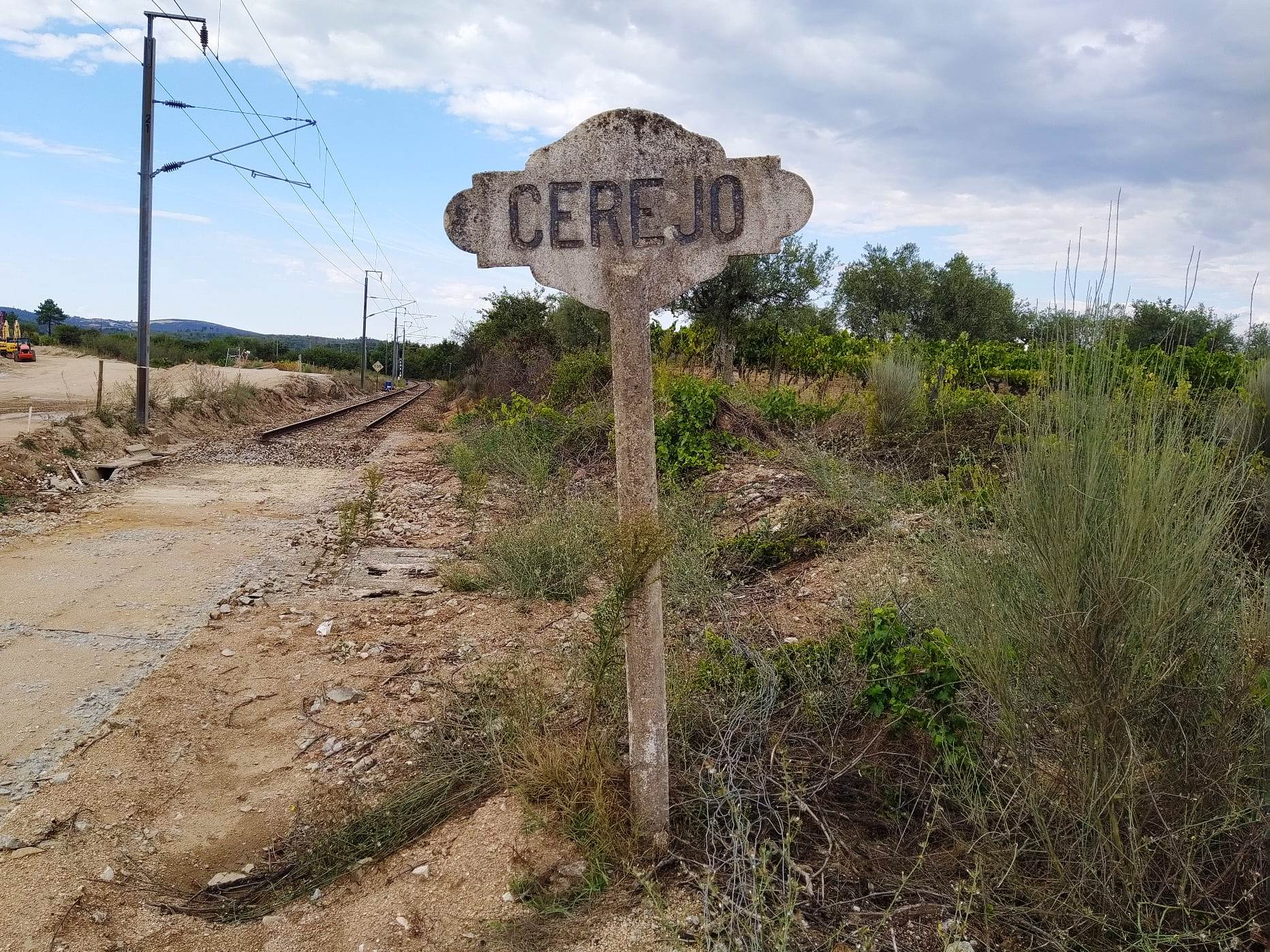
Apeadeiro de Cerejo durante as obras da Linha da Beira Alta, em 2022

O apeadeiro de Cerejo é uma interface, atualmente encerrada, da Linha da Beira Alta, que servia a povoação de Cerejo, pertencente ao concelho de Pinhel e ao Distrito da Guarda, em Portugal. O abrigo de plataforma situava-se do lado nascente da via (lado esquerdo do sentido ascendente, a Vilar Formoso).

## História
A Linha da Beira Alta foi totalmente inaugurada em 3 de Agosto de 1882, pela Companhia dos Caminhos de Ferro Portugueses da Beira Alta. Cerejo não constava entre as estações e apeadeiros existentes na linha à data de inauguração, porém, nem dos horários de 1913, tendo este interface sido criado posteriormente.
Em 1932, a Companhia da Beira Alta construiu uma plataforma na gare de Cerejo.Em 1984, Cerejo possuía a categoria de paragem, e era utilizado por serviços regionais e semi-directos.